# اسکات دیکنز
اسکات دیکنز (به انگلیسی: Scott Dickens) (زادهٔ ۴ اوت ۱۹۸۴) شناگر اهل کانادا است.